# LOVE (大塚愛)
LOVE（ラブ）は、シンガーソングライターの大塚愛がデザインを施した、ウサギのキャラクター。
もちのようにふっくらした顔や、ぼーっとした細い目などが特徴。
なおエイベックスでは、大塚愛とLOVEは別アーティスト扱いになっている。レコード会社はLOCOMUSIC。

## ディスコグラフィ

### シングル
|     | 発売日         | タイトル     | 形態      | 販売生産番号            |
| --- | -------------- | ------------ | --------- | ----------------------- |
| 1st | 2007年4月11日  | LOVEのテーマ | CD+DVD CD | AVCD-31230/B AVCD-31231 |
| 2nd | 2007年11月21日 | White choco  | CD+DVD CD | AVCD-31351/B AVCD-31352 |

### アルバム
|     | 発売日         | タイトル | 形態      | 販売生産番号            |
| --- | -------------- | -------- | --------- | ----------------------- |
| 1st | 2009年11月18日 | LOVE.IT  | CD+DVD CD | AVCD-23955/B AVCD-23956 |

## 映画
- オシャレ魔女♥ラブ and ベリー しあわせのまほう（2007年3月21日公開）
映画のテーマソングで1stシングル「LOVEのテーマ」を歌う。

## グッズ
- a-nation LOVEグッズ
- LOVEグッズ 新商品
- 「LOVE心良所」オリジナルグッズ
- LOVE文具
- LOVE時計
- LOVE雑貨
- LOVEぬいぐるみS
- KUBRICK LOVE
- VCD LOVE(ソフビ)
- LOVEガシャポン「あいらぶクリーナー」
- 2008年度カレンダー「366Days LOVE」